# Pan Americanos de Hóquei em Patins de 2018
O Campeonato Pan-Americano é uma competição de Hóquei em Patins com as seleções nacionais do continente Americano. Esta competição é organizada pelo World Skate America – Rink Hockey.
Com a reestruturação levada a cabo pelos Jogos Mundiais de Patinagem (com início em 2017), qualquer equipa terá de conquistar a sua vaga nos Mundiais.
Assim as três primeiras seleções americanas apuram-se para a fase de grupos do Mundial e a quarta seleção para a Taça Intercontinental.

## Paises participantes
Argentina , Brasil  , Chile , Colômbia
 Uruguai  , Estados Unidos , México

## Vagas para 2019
No último Mundial, em Nanquim, passaram a existir três divisões na prova maior do Hóquei em Patins mundial. Para além do Mundial "principal", existiram a Taça FIRS (segunda divisão) e a Taça das Confederações (terceira divisão), que vão ter, em Barcelona, os nomes de Intercontinental Championship e Challenger's Championship, respetivamente.
Argentina, Brasil, Colômbia, México, Chile, Uruguai e Estados Unidos, disputam as três vagas para o principal campeonato mundial de HP que se disputará em Barcelona nos Jogos Mundiais da Patinagem, em 2019. O quarto classificado irá disputar a “Intercontinental Championship” e as restantes a “Challenger's Championship”. 

## Fase de Grupo
| Time           | J | V | E | D | GP | GC | SG  | Pts |
| -------------- | - | - | - | - | -- | -- | --- | --- |
| Argentina      | 6 | 6 | 0 | 0 | 50 | 1  | +49 | 18  |
| Chile          | 6 | 5 | 0 | 1 | 44 | 9  | +35 | 15  |
| Colômbia       | 6 | 4 | 0 | 2 | 38 | 8  | +30 | 12  |
| Brasil         | 6 | 3 | 0 | 3 | 25 | 18 | +7  | 9   |
| Estados Unidos | 6 | 1 | 1 | 4 | 13 | 29 | −16 | 4   |
| Uruguai        | 6 | 1 | 1 | 4 | 11 | 39 | −28 | 4   |
| México         | 6 | 0 | 0 | 6 | 2  | 79 | −77 | 0   |

|                | ARG | BRA   | CHI   | COL   | USA   | URU    | MEX    |
| -------------- | --- | ----- | ----- | ----- | ----- | ------ | ------ |
| Argentina      |     | 8 – 1 | 3 – 0 | 4 – 0 | 7 – 0 | 9 – 0  | 19 – 0 |
| Brasil         |     |       | 2 – 3 | 2 – 3 | 5 – 3 | 6 – 1  | 9 – 0  |
| Chile          |     |       |       | 2 – 1 | 8 – 1 | 12 – 2 | 19 – 0 |
| Colômbia       |     |       |       |       | 6 – 0 | 9 – 0  | 19 – 0 |
| Estados Unidos |     |       |       |       |       | 2 – 2  | 7 – 1  |
| Uruguai        |     |       |       |       |       |        | 6 – 1  |
| México         |     |       |       |       |       |        |        |

Fichas de Jogo 

## Meias Finais
| Dia         | Hora  |           | Resultado |          |
| ----------- | ----- | --------- | --------- | -------- |
| 08 Dezembro | 18:00 | Argentina | 8 - 1     | Brasil   |
|             | 24:00 | Chile     | 4 - 0     | Colômbia |

## Jogo 3º/4º Lugar
| Dia         | Hora  |        | Resultado |          |
| ----------- | ----- | ------ | --------- | -------- |
| 09 Dezembro | 18:00 | Brasil | 2 - 7     | Colômbia |

## Final
| Dia         | Hora  |           | Resultado |       |
| ----------- | ----- | --------- | --------- | ----- |
| 09 Dezembro | 24:00 | Argentina | 2 - 1     | Chile |

## Classificação Final
| Rank | Pais           | Qualificação          |
| ---- | -------------- | --------------------- |
|      | Argentina      | Campeonato do Mundo   |
|      | Chile          | Campeonato do Mundo   |
|      | Colômbia       | Campeonato do Mundo   |
| 4º   | Brasil         | Taça Intercontinental |
| 5º   | Estados Unidos | Taça Challenger       |
| 6º   | Uruguai        | Taça Challenger       |
| 7º   | México         | Taça Challenger       |

| Pan Americano 2018  |
| ------------------- |
| Argentina 8º Titulo |